# Fritz Geißler
Fritz Geißler (ur. 16 września 1921 w Wurzen, zm. 11 stycznia 1984 w Bad Saarow) – niemiecki kompozytor.

## Życiorys
Był synem murarza, ukończył szkołę ludową w Lipsku. Podczas II wojny światowej dostał się do niewoli brytyjskiej. W latach 1948–1950 studiował u Arnolda Matza, Maxa Dehnerta i Wilhelma Weismanna w Hochschule für Musik w Lipsku. Edukację muzyczną kontynuował w latach 1950–1953 w Berlinie-Charlottenburgu, gdzie jego nauczycielem był Boris Blacher. Od 1954 do 1959 roku wykładał teorię muzyki na Uniwersytecie Lipskim. W latach 1962–1978 był wykładowcą kompozycji w lipskiej Hochschule für Musik. Od 1969 do 1974 roku był wykładowcą konserwatorium w Dreźnie. W 1974 roku otrzymał tytuł profesora.
Był członkiem wschodnioberlińskiej Akademie der Künste. W 1970 roku otrzymał Nagrodę Państwową NRD. W 1982 roku został wiceprzewodniczącym Verband der Komponisten und Musikwissenschaftler der DDR.

## Twórczość
Należał do czołowych kompozytorów niemieckich tworzących w NRD. Jego muzyka ma charakter ściśle programowy, podporządkowana była wymogom socrealizmu. Kompozytor podejmował w niej takie tematy jak zjazd partii, powojenna odbudowa Drezna, dyskryminacja rasowa. Język dźwiękowy Geißlera ma nieskomplikowany i zachowawczy charakter, w niektórych dziełach potrafił jednak wykorzystać w umiarkowanym zakresie elementy awangardowych technik takich jak dodekafonia czy aleatoryzm.

## Wybrane kompozycje
(na podstawie materiałów źródłowych)

### Utwory orkiestrowe
- 2 symfonie kameralne (I 1954, II 1970)
- Concertino na klarnet i małą orkiestrę (1954)
- Italienische Lustspielouvertüre (1958)
- suita November 1918 (1958)
- 9 symfonii (I 1961, II 1963, III 1966, IV na orkiestrę smyczkową 1968, V 1969, VI symfonia koncertująca na kwintet dęty i orkiestrę smyczkową 1971, VII 1973, VIII na solistów, chór i orkiestrę 1974, IX 1978)
- Sinfonietta giocosa (1963)
- burleska symfoniczna Die Abenteuer des braven Soldaten Schweyk (1963)
- Festouvertüre (1964)
- Essay (1969)
- 2 sceny symfoniczne (1970)
- Koncert fortepianowy (1970)
- Beethoven-Variationen (1971)
- Koncert na orkiestrę (1972)
- Koncert wiolonczelowy (1974)
- Offenbach-Metamorphosen (1977)
- Koncert na flet, smyczki, klawesyn i perkusję (1977)
- Koncert na organy, perkusję i smyczki (1979)

### Utwory kameralne
- Kwartet smyczkowy (1951)
- Heitere Suite na 5 instrumentów dętych (1952)
- Suita na kwintet dęty (1957)
- Koncert kameralny na klawesyn, flet i 10 instrumentów (1967)
- Ode to a Nightingale na nonet (1968)
- Sonata altówkowa (1969)
- Trio fortepianowe (1970)

### Utwory wokalno-instrumentalne
- Vier Liebeslieder na sopran i fortepian (1953)
- oratorium Gesang vom Menschen (1968)
- Fünf Lieder na głos wysoki i kwintet dęty (1968)
- Nachtelegien na głos wysoki i instrumenty (1969)
- Die Liebenden na tenora i 2 grupy instrumentalne (1969)
- oratorium Schöpfer Mensch (1973)
- kantata Die Glocke von Buchenwald (1974)
- oratorium Die Hamme von Mansfeld (1978)

### Opery
- Der zerbrochene Krug (1969)
- Der Schatten (1975)
- Die Stadtpfeifer (1977)
- Das Chagrinleder (1978)

### Balety
- Pigment (1960)
- Sommernachtstraum (1965)
- Der Doppelgänger (1969)
- Der verrückte Jourdain (1971)